# Olejek eukaliptusowy
Olejek eukaliptusowy – nazwa rodzajowa określająca olej destylowany z liści lub świeżych, szczytowych gałązek eukaliptusa, który należy do rodziny roślin mirtowatych. Do rodzaju eukaliptus należy wiele gatunków roślin, pochodzących z Australii, Nowej Gwinei oraz południowo-wschodniej Indonezji, przy czym szereg z nich uprawianych jest w wielu miejscach na świecie (USA, Indie, Chiny, Europa). Olejek eukaliptusowy jest szeroko wykorzystywany, głównie w przemyśle farmaceutycznym, chemicznym i kosmetycznym, ze względu na naturalne właściwości antyseptyczne, aromatyzujące i lecznicze. Wytwarza się go w procesie destylacji liści rośliny z parą wodną.

## Skład
Olejek eukaliptusowy otrzymuje się głównie z gatunku Eucalyptus globulus. Występuje on w wielu chemotypach. Do najpopularniejszych należy chemotyp cyneolowy. Według Farmakopei Europejskiej, olejek eukaliptosowy powinien zawierać nie mniej niż 70% 1,8-cyneolu, 0,05–10% alfa-pinenu, 0,05–1,5% beta-pinenu i 0,05–1,5% alfa-felandrenu.

## Zastosowania
Zawarty w olejku eukaliptusowym 1,8-cyneol (eukaliptol) to chętnie stosowany w wielu preparatach farmaceutycznych składnik, przyczyniający się do łagodzenia objawów grypy i przeziębienia. Można go spotkać w takich produktach jak środki wykrztuśne, pastylki do ssania, maści i środki do inhalacji górnych dróg oddechowych. Olejek eukaliptusowy posiada cenne właściwości przeciwbakteryjne, pozwalające przeciwdziałać chorobom gardła i oskrzeli. Bardzo skuteczna w tym przypadku jest metoda wziewna, zmniejszająca przekrwienie tkanek wewnętrznych, a tym samym poprawiająca komfort i uczucie ulgi.
Innym istotnym składnikiem olejku eukaliptusowego to alfa-terpineol, zapewniający właściwości chłodzące i kojące, szczególnie przydatne w preparatach do masażu ciała.
Wstępne badania wykazały, że olejek eukaliptusowy może zapewniać naturalne właściwości przeciwzapalne i przeciwbólowe, które można wykorzystywać w postaci środków miejscowego zastosowania, takich jak kremy, maści czy balsamy.
Olejek eukaliptusowy stosowany jest często do produkcji preparatów do higieny osobistej, takich jak płyny do płukania ust czy pasty do zębów. Zapewniają one naturalną ochronę przeciwbakteryjną, zapobiegającą rozwojowi infekcji i zakażeń. Innym popularnym zastosowaniem jest wykorzystanie olejku eukaliptusowego w produkcji środków rozgrzewających do nacierań klatki piersiowej i pleców podczas infekcji sezonowych. 
Dawniej z olejku eukaliptusowego produkowano preparaty odstraszające mole i inne owady, środki aromatyzujace do kin oraz mieszanki antyseptyczne.